# Landelijk Overleg Consumentenbelangen Openbaar Vervoer
Landelijk Overleg Consumentenbelangen Openbaar Vervoer (LOCOV, Locov) is een platform waarin NS en het ministerie van Verkeer en Waterstaat conform de Wet personenvervoer 2000 over diverse voorgeschreven onderwerpen overleggen met en advies vragen aan verschillende consumentenorganisaties die de belangen van de Nederlandse treinreizigers behartigen. Ieder jaar geven de consumentenorganisaties in het Locov onder meer een advies over de voorgenomen dienstregelingwijziging van de NS. 
Het Locov is per 1 september 1998 opgericht. 
Gerd Leers was voorzitter van het Locov van 2003 tot 2010. Na het vertrek van Gerd Leers per 11 oktober 2010 vervulde tijdelijk de plaatsvervangend voorzitter Henk Verhagen deze positie. Sinds januari 2011 is Pauline Krikke voorzitter.

## Deelnemende organisaties
- ANWB
- Chronisch zieken en Gehandicapten Raad (CG-Raad)
- Consumentenbond
- Fietsersbond (Nederland)
- Landelijke Studentenvakbond (LSVb)
- Ministerie van Infrastructuur en Milieu (tot oktober 2010: Ministerie van Verkeer en Waterstaat (VenW)
- Nederlandse Spoorwegen (NS)
- Ouderenbonden CSO
- Vereniging Reizigers Openbaar Vervoer (ROVER)

## Publicaties
Op de website van Locov staan adviesaanvragen van NS, adviezen van Locov aan NS, en besluiten van NS na ontvangst van het advies. Ze bevatten informatie over wijzigingen in producten en voorwaarden van NS nog voordat NS deze zelf publiceert, of gedetailleerder dan NS ze in eerste instantie zelf publiceert. Het komt wel voor dat wijzigingen in producten en voorwaarden die in een besluit van NS op de site van Locov staan niet doorgaan of worden uitgesteld, zonder dat dit op de site wordt vermeld.

## Regionaal: ROCOVs
Het Locov houdt zich uitsluitend bezig met het treinvervoer van NS. Soortgelijk overleg bestaat ook in het regionaal openbaar vervoer (bus, tram, metro, regionale spoorvervoerders, Regiotaxi). Deze regionale overleggen worden ROCOVs genoemd. Hierin treft men regionale vertegenwoordigers van enkele van de organisaties die ook in het Locov deelnemen, plus vertegenwoordigers van consumentenorganisaties die alleen in de regio opereren. 
De ROCOVs zijn onafhankelijk van elkaar, en onafhankelijk van het Locov. Er is geen overkoepelende organisatie van deze overlegorganen.